# Manoir de la Grande Courteille (Mayenne)
Le Manoir de la Grande Courteille est un château français situé à Bonchamp-lès-Laval, dans le département de la Mayenne et la région des Pays de la Loire. Il est situé à 3 kilomètres au nord du bourg. Le ruisseau de la Courteille, né en Bonchamp, joint le Quartier en Changé ; il est d'une longueur de 750 mètres. Le manoir lui-même date du début du XVIe siècle alors que sa chapelle a été construite en 1631.

## Désignation
- La mestairie de la Courteille, 1413 (Archives nationales, S. 581, f. 66).
- Le lieu de la Courteille, 1524 (Guillaume Le Doyen, Chronique, p. 198).
- La maison seigneuriale de la Courteille, 1612.
- Les lieux, fiefs, seigneurie des Courtailles, métairie et closerie, 1694.
- La Courteille, manoir et chapelle (Hubert Jaillot).
- La Courteille, ferme et chapelle (Cassini).

## Histoire
Le fief de la Courteille était vassal de la Coconnière. Le détenteur avait droit de banc dans l'église de Bonchamp devant l'autel Saint-Sébastien, au-dessous des seigneurs, « tant fondateurs que terriens ». Le prieur de Varennes-L'Enfant percevait les dîmes de la Courteille, qui furent affermées à deux vies en 1413.
Le manoir, construit par Jean de Launay, bourgeois et marchand de Laval, au commencement du XVIe siècle, est élevé, flanqué au midi d'une tour engagée à cinq pans ; ouvertures à meneaux ou à accolades ; dans la tour régnait, en suivant la spirale de l'escalier, une inscription en grands caractères gothiques, rouges, renflés au centre, dont on ne voit plus que quelques lettres douteuses sous le badigeon : RAREI. 
Les cloisons sont faites en panneaux de menuiserie à plis de serviette. A remarquer dans le petit vestibule une piscine dont la cuvette est creusée dans le granit, avec robinet coulant sur une dalle percée.

## Chapelle
La chapelle, construite au midi en 1631, décrétée pour deux messes par semaine en 1636, porte cette date avec le monogramme I. H. S. sur une pierre en ove à la fenêtre du couchant. Elle est à double pignon, clocheton à l'Ouest ; croix pattées sur les murs, et cœurs aux deux côtés de l'autel. Le chapelain trouvant la rétribution trop modique en 1677, il fut ajouté une rente de 12 boisseaux de seigle. M. Périer de la Bizardière, chanoine de Saint-Tugal de Laval, propriétaire en 1745, écrit au grand vicaire « qu'un jeune prêtre et nouvellement fait a un peu innocemment interdit sa chapelle », pour y avoir célébré le jour de la fête paroissiale. Il obtient permission d'y dire la messe les dimanches et fêtes, quand sa famille se trouvera au logis dans les mois d'été. 

## Sources et bibliographie
- « Manoir de la Grande Courteille (Mayenne) », dans Alphonse-Victor Angot et Ferdinand Gaugain, Dictionnaire historique, topographique et biographique de la Mayenne, Laval, A. Goupil, 1900-1910 [détail des éditions] (BNF 34106789, présentation en ligne)